# RFU Championship Cup 2018-19
La RFU Championship Cup 2018-19 fue la primera edición del torneo de rugby para equipos de Inglaterra que participan en la segunda división del mencionado país.

## Sistema de disputa
Cada equipo disputa seis partidos frente a sus rivales de grupo, luego de la fase de grupos los mejores ocho equipos clasifican a los cuartos de final.

## Desarrollo
|  | Clasificados a las cuartos de final. |

### Grupo 1
| Pos. | Equipo             | Encuentros | Encuentros | Encuentros | Encuentros | Tantos | Tantos | Tantos | PB | PB | Puntos |
| Pos. | Equipo             | PJ         | PG         | PE         | PP         | F      | C      | Dif    | BO | BD | Puntos |
| ---- | ------------------ | ---------- | ---------- | ---------- | ---------- | ------ | ------ | ------ | -- | -- | ------ |
| 1.º  | Yorkshire Carnegie | 6          | 5          | 0          | 1          | 165    | 135    | 30     | 2  | 0  | 22     |
| 2.º  | Coventry RFC       | 6          | 3          | 0          | 3          | 175    | 164    | 11     | 4  | 1  | 17     |
| 3.º  | Nottingham RFC     | 6          | 2          | 0          | 4          | 141    | 165    | -24    | 2  | 2  | 12     |
| 4.º  | Doncaster Knights  | 6          | 2          | 0          | 4          | 118    | 135    | -17    | 1  | 3  | 12     |

### Grupo 2
| Pos. | Equipo              | Encuentros | Encuentros | Encuentros | Encuentros | Tantos | Tantos | Tantos | PB | PB | Puntos |
| Pos. | Equipo              | PJ         | PG         | PE         | PP         | F      | C      | Dif    | BO | BD | Puntos |
| ---- | ------------------- | ---------- | ---------- | ---------- | ---------- | ------ | ------ | ------ | -- | -- | ------ |
| 1.º  | Ealing Trailfinders | 6          | 5          | 0          | 1          | 180    | 98     | 82     | 5  | 1  | 26     |
| 2.º  | Jersey Reds         | 6          | 5          | 0          | 1          | 194    | 101    | 93     | 4  | 1  | 25     |
| 3.º  | London Scottish     | 6          | 1          | 0          | 5          | 69     | 132    | -63    | 0  | 2  | 6      |
| 4.º  | Richmond FC         | 6          | 1          | 0          | 5          | 51     | 163    | -112   | 0  | 1  | 5      |

### Grupo 3
| Pos. | Equipo               | Encuentros | Encuentros | Encuentros | Encuentros | Tantos | Tantos | Tantos | PB | PB | Puntos |
| Pos. | Equipo               | PJ         | PG         | PE         | PP         | F      | C      | Dif    | BO | BD | Puntos |
| ---- | -------------------- | ---------- | ---------- | ---------- | ---------- | ------ | ------ | ------ | -- | -- | ------ |
| 1.º  | London Irish         | 6          | 5          | 0          | 1          | 222    | 72     | 150    | 4  | 0  | 24     |
| 2.º  | Cornish Pirates      | 6          | 4          | 0          | 2          | 164    | 164    | 0      | 2  | 0  | 18     |
| 3.º  | Bedford Blues        | 6          | 3          | 0          | 3          | 131    | 118    | 13     | 2  | 1  | 15     |
| 4.º  | Hartpury College RFC | 6          | 0          | 0          | 6          | 80     | 243    | -163   | 1  | 1  | 2      |

### Cuartos de final
| 2 de febrero de 2019 | Jersey Reds | 13 - 17 | Cornish Pirates |  |  |

| 2 de febrero de 2019 | Ealing Trailfinders | 41 - 10 | Nottingham RFC |  |  |

| 3 de febrero de 2019 | London Irish | 27 - 17 | Coventry RFC |  |  |

| 3 de febrero de 2019 | Yorkshire Carnegie | 38 - 14 | Bedford Blues |  |  |

### Semifinales
| 24 de febrero de 2019 | London Irish | 22 - 8 | Yorkshire Carnegie |  |  |

| 24 de febrero de 2019 | Ealing Trailfinders | 58 - 26 | Cornish Pirates |  |  |

### Final
| 4 de mayo de 2019 | Ealing Trailfinders | 23 - 17 | London Irish |  |  |

| Bandera de Inglaterra       |
| Campeón Ealing Trailfinders |
| Primer título               |